# Лоопеалсе
Ло́опеалсе (эст. Loopealse) — микрорайон в районе Ласнамяэ города Таллина, столицы Эстонии. 

## География

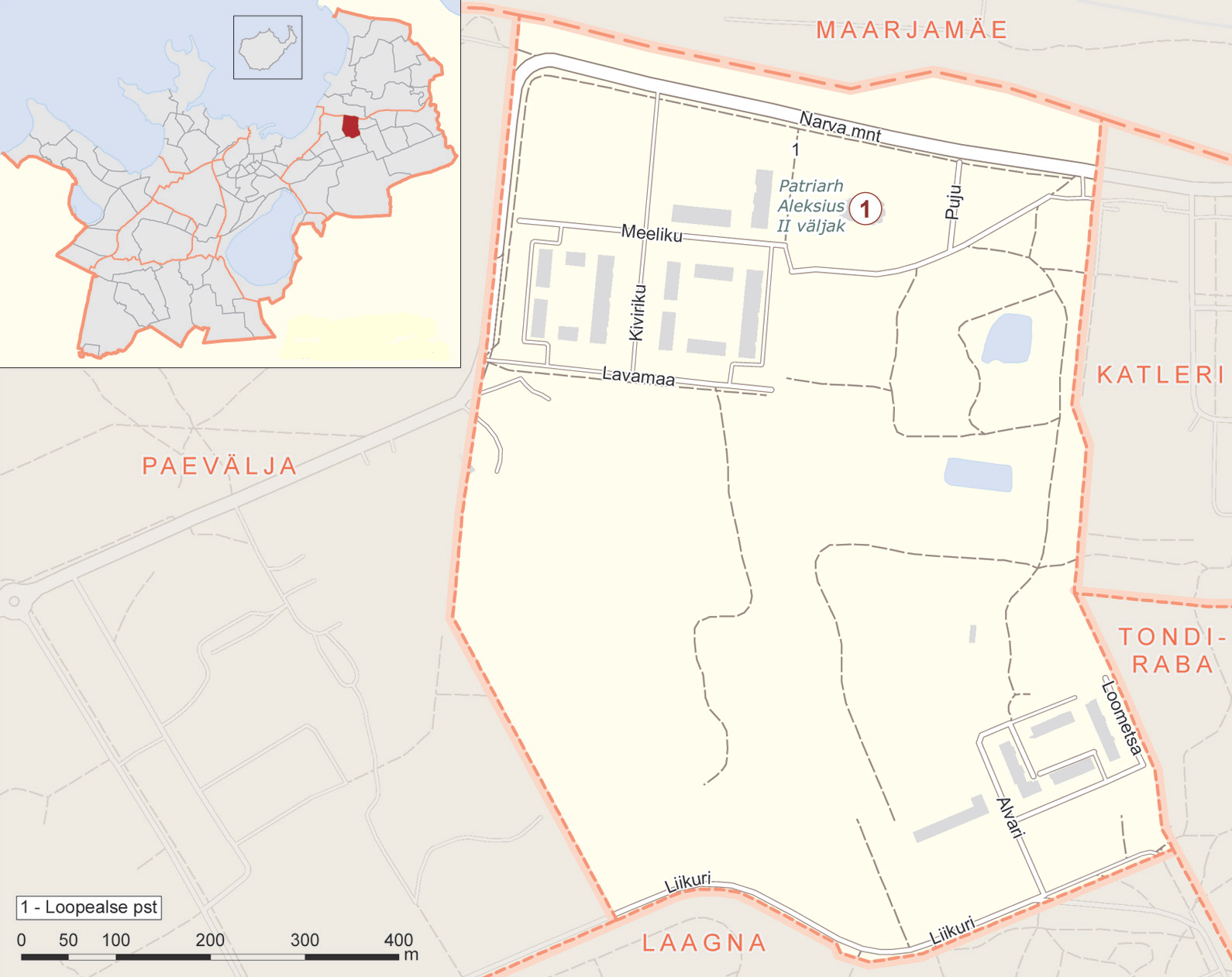
Карта микрорайона Лоопеалсе

Расположен в восточной части Таллина. Граничит с микрорайонами Маарьямяэ, Катлери, Тондираба, Лаагна и Паэвялья. Площадь — 0,57 км². Плотность населения на 1 января 2023 года — 5147,4 чел/км².
Микрорайон получил своё название в 1991 году и является перспективной территорией для строительства жилых домов и объектов досуга.

## Улицы
В микрорайоне Лоопеалсе проходят улицы Алвари, Ангерписти, Кивирику, Лавамаа, Лагелоо, Лийкури, бульвар Лоопеалсе, Марана, Меэлику, Нарвское шоссе, Пуйу, Раху и Ряхклоо.

## Население
В 2014 году население Лоопеалсе составляло 2388 человек, из них мужчин — 42 %; эстонцы составляли 49 % жителей микрорайона.
| Численность населения микрорайона Лоопеалсе на 1 января по данным Регистра народонаселения | Численность населения микрорайона Лоопеалсе на 1 января по данным Регистра народонаселения | Численность населения микрорайона Лоопеалсе на 1 января по данным Регистра народонаселения | Численность населения микрорайона Лоопеалсе на 1 января по данным Регистра народонаселения | Численность населения микрорайона Лоопеалсе на 1 января по данным Регистра народонаселения | Численность населения микрорайона Лоопеалсе на 1 января по данным Регистра народонаселения | Численность населения микрорайона Лоопеалсе на 1 января по данным Регистра народонаселения | Численность населения микрорайона Лоопеалсе на 1 января по данным Регистра народонаселения | Численность населения микрорайона Лоопеалсе на 1 января по данным Регистра народонаселения | Численность населения микрорайона Лоопеалсе на 1 января по данным Регистра народонаселения | Численность населения микрорайона Лоопеалсе на 1 января по данным Регистра народонаселения | Численность населения микрорайона Лоопеалсе на 1 января по данным Регистра народонаселения | Численность населения микрорайона Лоопеалсе на 1 января по данным Регистра народонаселения | Численность населения микрорайона Лоопеалсе на 1 января по данным Регистра народонаселения | Численность населения микрорайона Лоопеалсе на 1 января по данным Регистра народонаселения |
| 2008                                                                                       | 2010                                                                                       | 2011                                                                                       | 2012                                                                                       | 2013                                                                                       | 2014                                                                                       | 2015                                                                                       | 2016                                                                                       | 2017                                                                                       | 2018                                                                                       | 2019                                                                                       | 2020                                                                                       | 2021                                                                                       | 2022                                                                                       | 2023                                                                                       |
| ------------------------------------------------------------------------------------------ | ------------------------------------------------------------------------------------------ | ------------------------------------------------------------------------------------------ | ------------------------------------------------------------------------------------------ | ------------------------------------------------------------------------------------------ | ------------------------------------------------------------------------------------------ | ------------------------------------------------------------------------------------------ | ------------------------------------------------------------------------------------------ | ------------------------------------------------------------------------------------------ | ------------------------------------------------------------------------------------------ | ------------------------------------------------------------------------------------------ | ------------------------------------------------------------------------------------------ | ------------------------------------------------------------------------------------------ | ------------------------------------------------------------------------------------------ | ------------------------------------------------------------------------------------------ |
| 1772                                                                                       | ↗2048                                                                                      | ↗2073                                                                                      | ↗2168                                                                                      | ↗2227                                                                                      | ↗2388                                                                                      | ↗2509                                                                                      | ↗2532                                                                                      | ↗2682                                                                                      | ↗2884                                                                                      | ↘2863                                                                                      | ↗2961                                                                                      | ↗2979                                                                                      | ↘2936                                                                                      | ↘2934                                                                                      |

## История
Микрорайон Лоопеалсе был сформирован на основе бывшего IX микрорайона Ласнамяэ и назван в честь характерного для этой местности альварного ландшафта (эст. Loo — альвар). Названия улиц в микрорайоне также связаны с ландшафтом — Алвари (эст. Alvari — альварная), Лавамаа (эст. Lavamaa — плато), Пую (эст. Puju — полынная).
В 2002 году митрополит Корнилий обратился в таллинское самоуправление с запросом на строительство православного храма в Ласнамяэ. 20 февраля 2003 года власти Таллина передали Эстонской православной церкви участок земли в Лоопеалсе. 30 сентября 2003 года патриарх Алексий II освятил закладной камень и 22 ноября 2006 года началось строительство церкви иконы Божией Матери «Скоропослушница». 16 июля 2013 года патриархом Кириллом была произведена церемония освящения церкви.
В 2008 году в микрорайоне было построено восемь муниципальных жилых домов на 680 квартир.
В 2009 году возле церкви была открыта площадь Патриарха Алексия II.

## Общественный транспорт
Через микрорайон проходят городские автобусные маршруты №№ 13, 29, 60, 63 и междугородний автобус № 172.

## Галерея

Микрорайон Лоопеалсе
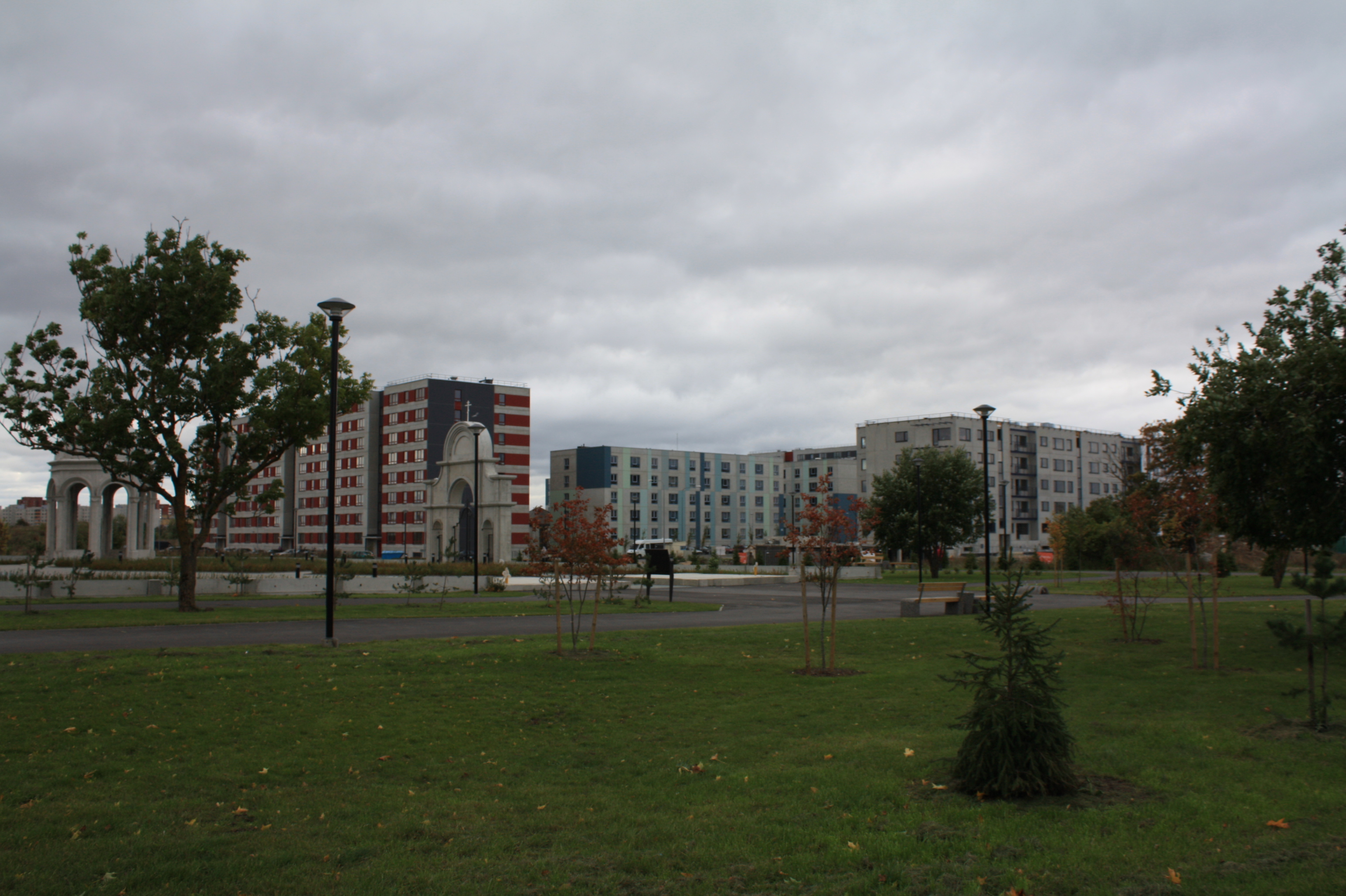
Вид на микрорайон с холма Ласнамяги, 2010 год
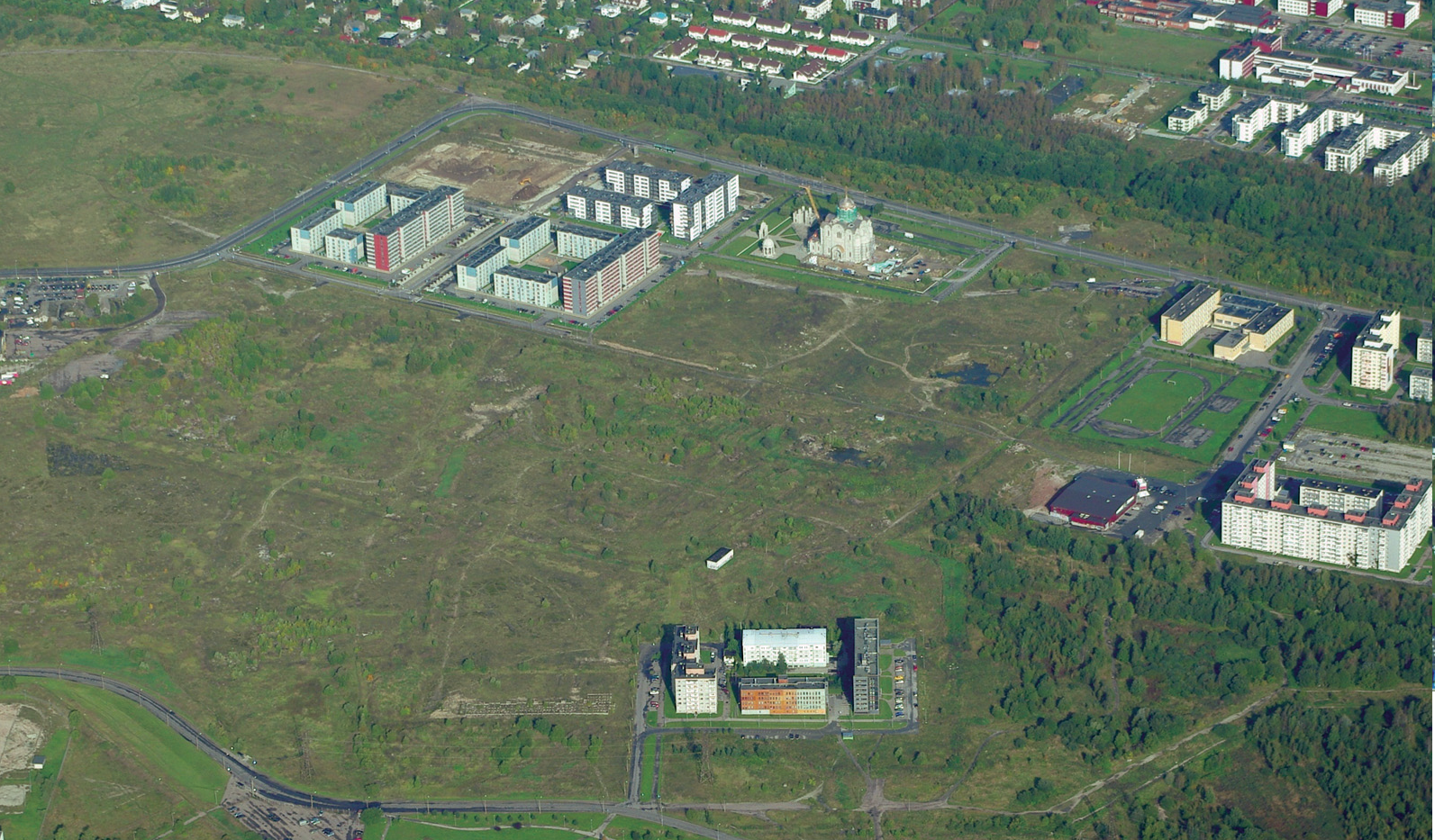
Вид на микрорайон с воздуха, 2012 год
Храм иконы Божией Матери «Скоропослушница» на бульваре Лоопеалсе
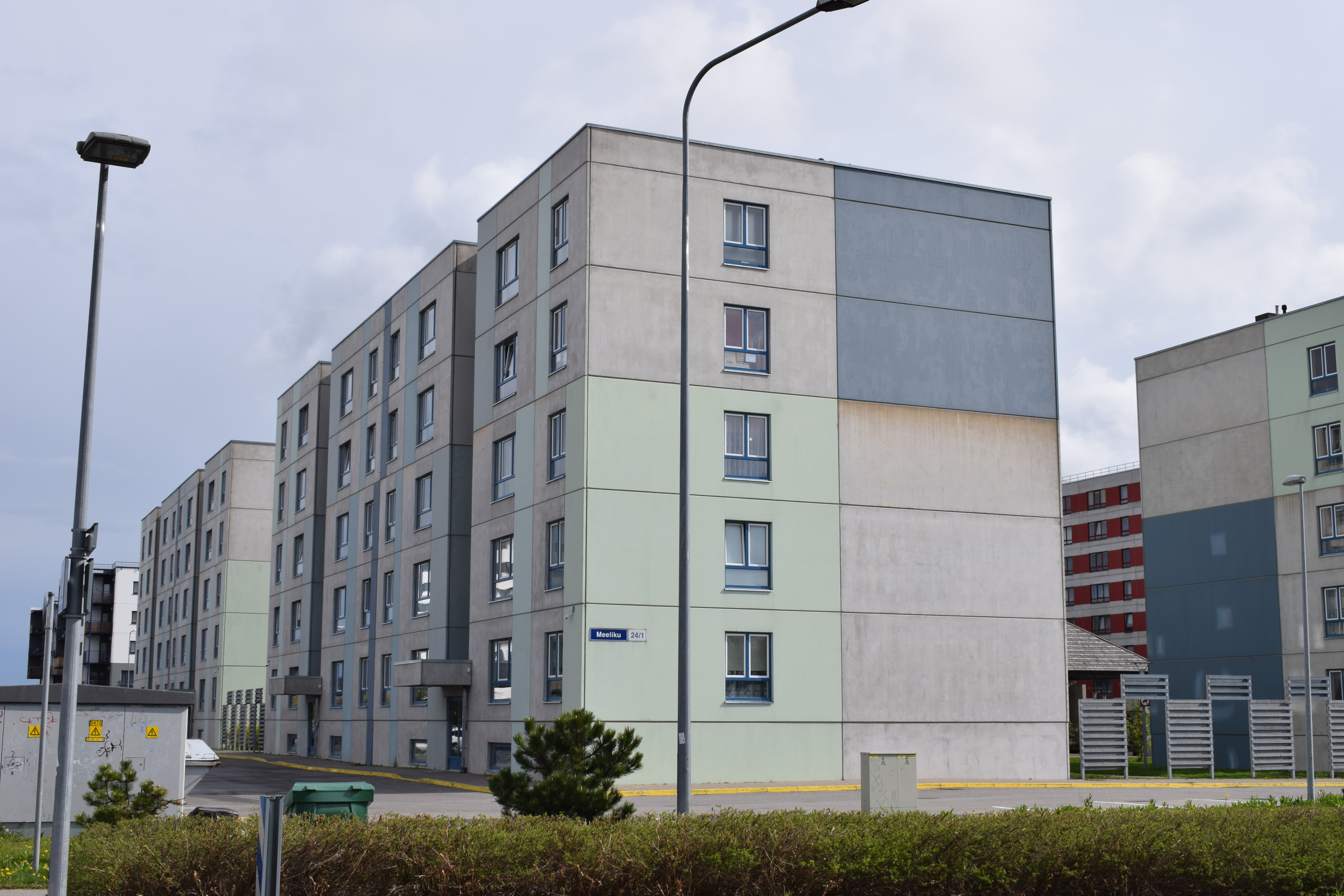
Улица Меэлику